# Jules-Auguste-Ghislain Bastin
Jules-Auguste-Ghislain Bastin (* 23. März 1889; † 1. Dezember 1944) war ein Generalmajor der belgischen Streitkräfte.

## Leben
Bastin absolvierte eine Offiziersausbildung und fand nach dessen Abschluss verschiedene Verwendungen im Heer. Im Ersten Weltkrieg geriet er in deutsche Kriegsgefangenschaft. Er wurde am 26. März 1939 zum Oberst befördert und war zu Beginn des Überfalls der deutschen Wehrmacht 1940 Chef des Stabes des Kavalleriekorps. Er fungierte zwischen 1942 und 1943 als Leiter der Belgischen Legion sowie 1943 als Oberkommandierender der Armée Secrète. 1943 wurde er von den deutschen Besatzungstruppen festgenommen und starb am 1. Dezember 1944 in einem Konzentrationslager. Nach Kriegsende wurde er 1946 postum zum Generalmajor befördert.

## Weblink
- Eintrag in Generals.dk

| Personendaten    | Personendaten                  |
| ---------------- | ------------------------------ |
| NAME             | Bastin, Jules-Auguste-Ghislain |
| KURZBESCHREIBUNG | belgischer Generalmajor        |
| GEBURTSDATUM     | 23. März 1889                  |
| STERBEDATUM      | 1. Dezember 1944               |